# ترگوویشته (صربستان)
ترگوویشته (به صربی: Trgovište) یک شهرستان در صربستان است که در ناحیه پچینیا واقع شده‌است. ترگوویشته ۸۰۵ متر بالاتر از سطح دریا واقع شده‌است.